# Diglossa brunneiventris
A Diglossa brunneiventris a madarak osztályának verébalakúak (Passeriformes) rendjébe és a tangarafélék (Thraupidae) családjába tartozó faj.

## Rendszerezése
A fajt Frédéric de Lafresnaye francia ornitológus írta le 1846-ban.

## Alfajai
- Diglossa brunneiventris brunneiventris Lafresnaye, 1846
- Diglossa brunneiventris vuilleumieri G. R. Graves, 1980[2]

## Előfordulása
Az Andokban, Bolívia, Chile, Kolumbia és Peru területén honos. Természetes élőhelyei a szubtrópusi és trópusi hegyi esőerdők és magaslati cserjések, valamint másodlagos erdők, vidéki kertek és városi régiók. Állandó, nem vonuló faj.

## Megjelenése
Testhossza 14 centiméter, testtömege 9-15 gramm.

## Természetvédelmi helyzete
Az elterjedési területe nagyon nagy, egyedszáma pedig stabil. A Természetvédelmi Világszövetség Vörös listáján nem fenyegetett fajként szerepel.